# Ellipanthus madagascariensis
Ellipanthus madagascariensis là một loài thực vật có hoa trong họ Connaraceae. Loài này được (Schellenb.) Capuron ex Keraudren mô tả khoa học đầu tiên năm 1958.